# Mickie James
Mickie Laree James (ur. 31 sierpnia 1979 w Montpelier) – amerykańska piosenkarka i profesjonalna wrestlerka. Obecnie podpisana jest z WWE, gdzie występuje w brandzie Raw pod pseudonimem ringowym Mickie James. Jest znana również z występów w Total Nonstop Action Wrestling. 
W wrestlingu debiutowała w 1999. Występowała w Total Nonstop Action Wrestling, Ohio Valley Wrestling, RoH. Od 2005 pracowała dla WWE. W 2009 podczas Night of Champions zdobyła WWE Divas Championship. Na WWE Royal Rumble 2010 zdobyła pas WWE Womens Championship. 22 kwietnia 2010 została zwolniona z World Wrestling Entertainment. 7 października 2010 pojawiła się na gali Impact, gdzie została zapowiedziana jako specjalny sędzia w pojedynku o TNA Knockout Championship mającym odbyć się na gali Bound For Glory. W styczniu 2017 wróciła do WWE, gdzie zaczęła występować na SmackDown.

## Osiągnięcia
- World Wrestling Entertainment
  - WWE Women’s Championship (5 razy)
  - WWE Divas Championship

- Total Nonstop Action Wrestling
  - TNA Women’s Knockout Championship (2 razy)

- Pro Wrestling Illustrated
  - PWI sklasyfikowało ją jako 4. z 50. najlepszych wrestlerek roku 2008.
  - PWI sklasyfikowało ją jako 1. z 50. najlepszych wrestlerek roku 2009.
  - PWI sklasyfikowało ją jako 8. z 50. najlepszych wrestlerek roku 2010.